# 園冶
『園冶』（えんや）は、明の計成が1634年頃に著した造園技術書。3巻から成る。上原敬二による解説が、加島書店から刊行されている（ISBN 4-7600-1210-9）。
題名の冶は冶金の冶と同じ意味であり、「園治」という表記は誤りである。治水からの誤解と思われる。
田中正大の博士論文によると、造園や風景、建築という言葉もこの書から来ているという。なお造家は明治政府の用語で、造園の語源と背景は異なる。

## 項目
- 相地
- 立基
- 屋宇
- 装折
- 門窓
- 鋪地
- 掇山
- 選石
- 借景